# Goldbrand

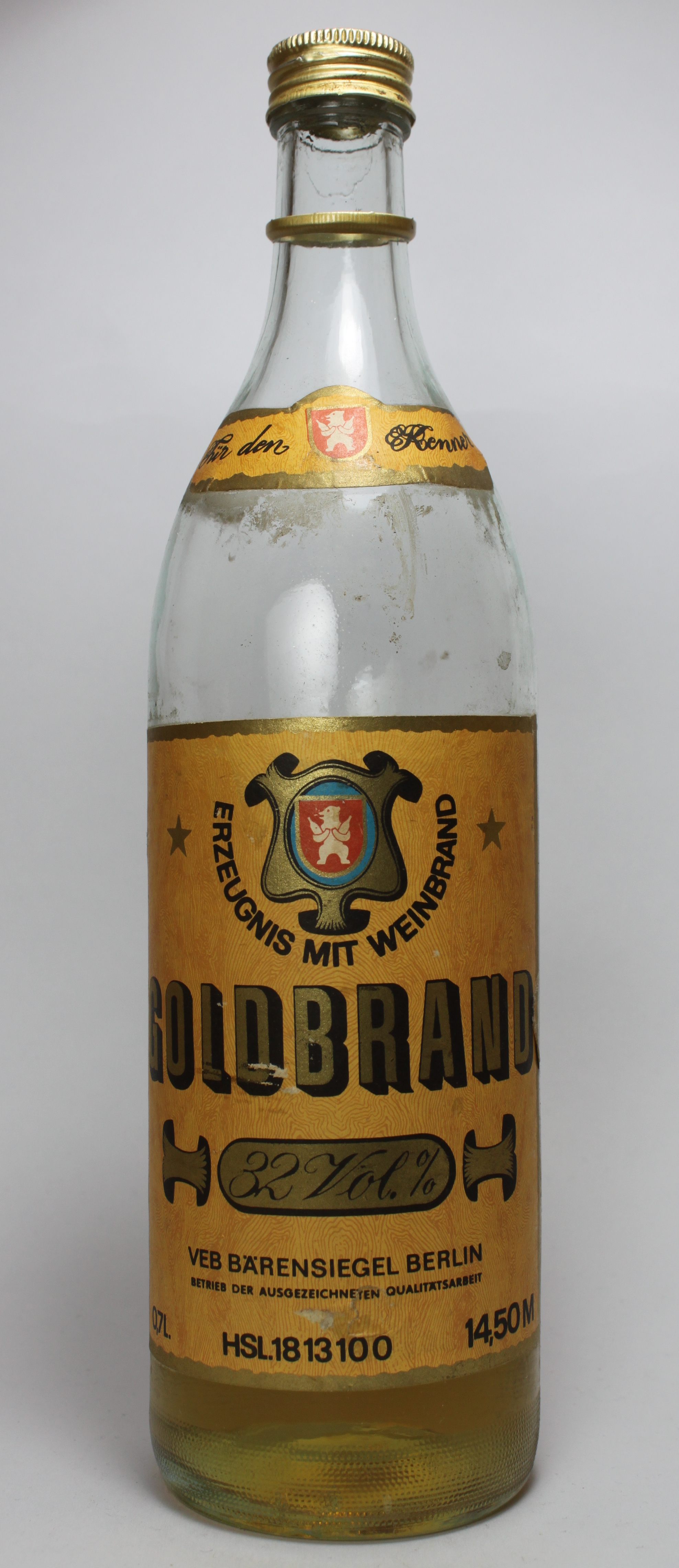
Flasche Goldbrand, Hersteller VEB Bärensiegel, hergestellt vor 1990

Goldbrand (auch Goldi oder Vierzehnfuffziger) ist die Bezeichnung für einen Weinbrand-Verschnitt, der in der DDR erstmals hergestellt wurde. Die gesetzliche Bezeichnung war in der DDR Erzeugnis mit Weinbrand, heute wird das Produkt meist als Spirituosenspezialität oder ähnlich bezeichnet.
Goldbrand war kein Produkt eines einzelnen Unternehmens, sondern eine Gattungsbezeichnung, unter der mehrere Brennereien ihre Produkte vertrieben. Außer dem Namen waren auch der Alkoholgehalt von 32 Vol.-% und der EVP von 14,50 Mark der DDR für die 0,7-l-Flasche überall in der DDR gleich.
Heute werden in ganz Deutschland Branntweinverschnitte, meist mit 28, teils auch 30 Vol-% Alkohol, unter der Bezeichnung Goldbrand hergestellt, so z. B. von den Brennereien Nordbrand (Nordhausen),  Schilkin (Berlin), Meeraner (Meerane), Winkelhausen (Güstrow), Abtshof (Magdeburg) und Allstedter Schlossberg (Sangerhausen). Für große Lebensmittelketten werden u. a. von der Brennerei Bimmerle (Achern-Mösbach, Baden-Württemberg) die Handelsmarken "Alliance Goldbrand" (Lidl) und "Kronenhof Goldbrand" (REWE) sowie von der Brennerei Heydt (Altenburg) die Handelsmarke „Grafenthaler Gold Spirituose“ (Aldi-Nord) hergestellt. Branntweinverschnitte müssen mindestens 10 % Weindestillat enthalten. Der restliche Alkoholgehalt wird durch Zugabe von Agraralkohol erreicht, die an echten Weinbrand erinnernde Farbe durch den Zusatz von Zuckercouleur erzielt.
Ein ähnliches DDR-Produkt war die Goldkrone, die sich nur durch den etwas höheren Weindestillatzusatz (20 %) von Goldbrand unterscheidet.